# Lizard Hill
Lizard Hill är en kulle i Antarktis. Den ligger i Västantarktis. Argentina, Chile och Storbritannien gör anspråk på området. Toppen på Lizard Hill är 355 meter över havet.
Terrängen runt Lizard Hill är huvudsakligen kuperad, men åt nordost är den platt. Trakten är glest befolkad. Närmaste befolkade plats är Esperanza Base, 12,2 kilometer norr om Lizard Hill. 